# Charlieplexing
Charlieplexing of "matrix-multiplexing met gereduceerd aantal parallelle geleiders" is een wijze van schakelen, waarbij een matrix van leds met een minimumaantal parallelle geleiders wordt aangestuurd. De techniek is genoemd naar Charlie Allen, een voorvechter van het beginsel.
Het hoofddoel is het verlagen van de productiekosten. Dit kan worden bereikt met een minimumaantal componenten met weinig pennen, die bovendien weinig montage-oppervlakte vragen. Na de komst van de goedkope microcontrollers is de relatief gecompliceerde besturing commercieel interessant geworden.

## Verschil met traditionele multiplexing
Bij traditionele multiplexing zijn de geleiders in twee groepen verdeeld. Eén groep bestuurt de kolommen van de matrix, de andere bestuurt de rijen. Het maximumaantal aan te sturen leds bedraagt {\displaystyle \left({\frac {n}{2}}\right)^{2}}, waarbij {\displaystyle n} het aantal geleiders is.
Bij Charlieplexing speelt elke geleider afwisselend beide rollen, of is hij inactief. Het maximumaantal leds is {\displaystyle n(n-1)}.

## Werking

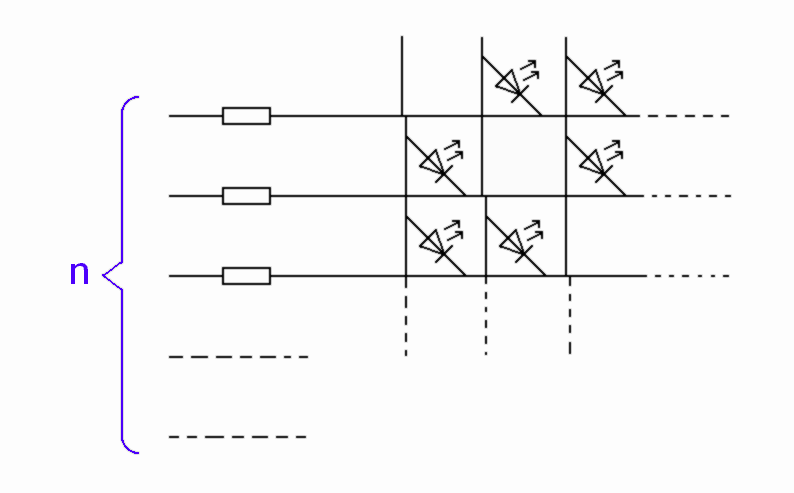
Charlieplexing leds

De besturing kan elke geleider op hoge spanning H, lage spanning L of in toestand van hoge impedantie Z (3-state) brengen. Bij maximale bezetting van de matrix staan tussen elk paar geleiders twee leds parallel, met tegengestelde polariteit (ook wel minder juist anti-parallel genoemd). Het aantal leds bedraagt {\displaystyle n(n-1)}.
De besturing zet achtereenvolgens in n fasen op elke geleider een L. Tijdens elke fase komt op de andere geleiders een H of een Z. Elke led, die zich tussen een lijn met niveau L en één met niveau H bevindt, brandt, mits de polariteit juist is. De rollen van L en H mogen verwisseld zijn.